# Ken Ryker
Ken Ryker (* 17. srpna 1972, Čondžu, Jižní Korea) je umělecké jméno amerického herce účinkujícího zejména v gay pornografických filmech. Vyrůstal v Texasu a později přesídlil do Kalifornie.
Poprvé účinkoval pod pseudonymem Bill Flagstaff a v polovině 90. let 20. století se téměř přes noc stal hvězdou. Účinkoval zejména pro společnost Falcon Studios, např. ve filmech Big River, The Other Side of Aspen IV, The Renegade a New Pledgemaster, natočil však také řadu bisexuálních filmů a založil vlastní produkční společnost.

## Ocenění
- 1995 Gay Erotic Video Awards: Nejlepší nováček / Best Newcomer[2]
- 1999 Grabby Awards: Zeď slávy / Wall of Fame[3][4]
- 1999 Grabby Awards: Nejlepší párová scéna / Best duo sex scene spolu se Stevem Harperem a další dvojicí[3][4]
- 2002 GayVN Awards: Síň slávy / Hall of Fame[2][5]